# Теофан II Гревенски
Теофан (на гръцки: Θεοφάνης) е православен духовник, митрополит на Охридската архиепископия.

## Биография
Според Хайнрих Гелцер Теофан е споменат като гревенски митрополит в 1691, 1694, 1695, 1709, 1718 и 1719 година. Антим Алексудис дава години на управление 1691 - 1719 и с това са съгласни всички по-късни изследователи на историята на Гревенската епархия. Теофан е спометан в ктиторския надпис от църквата „Свети Пантелеймон“ в Периволи, датиран август 1703 година. „Еклисиастики Алития“ на 8 декември 1882 година публикува три документа, които носят подписа на Теофан - от 10 април 1895, 9 юли 1895 и 12 юли 1891 година.